# Футбол для незрячих

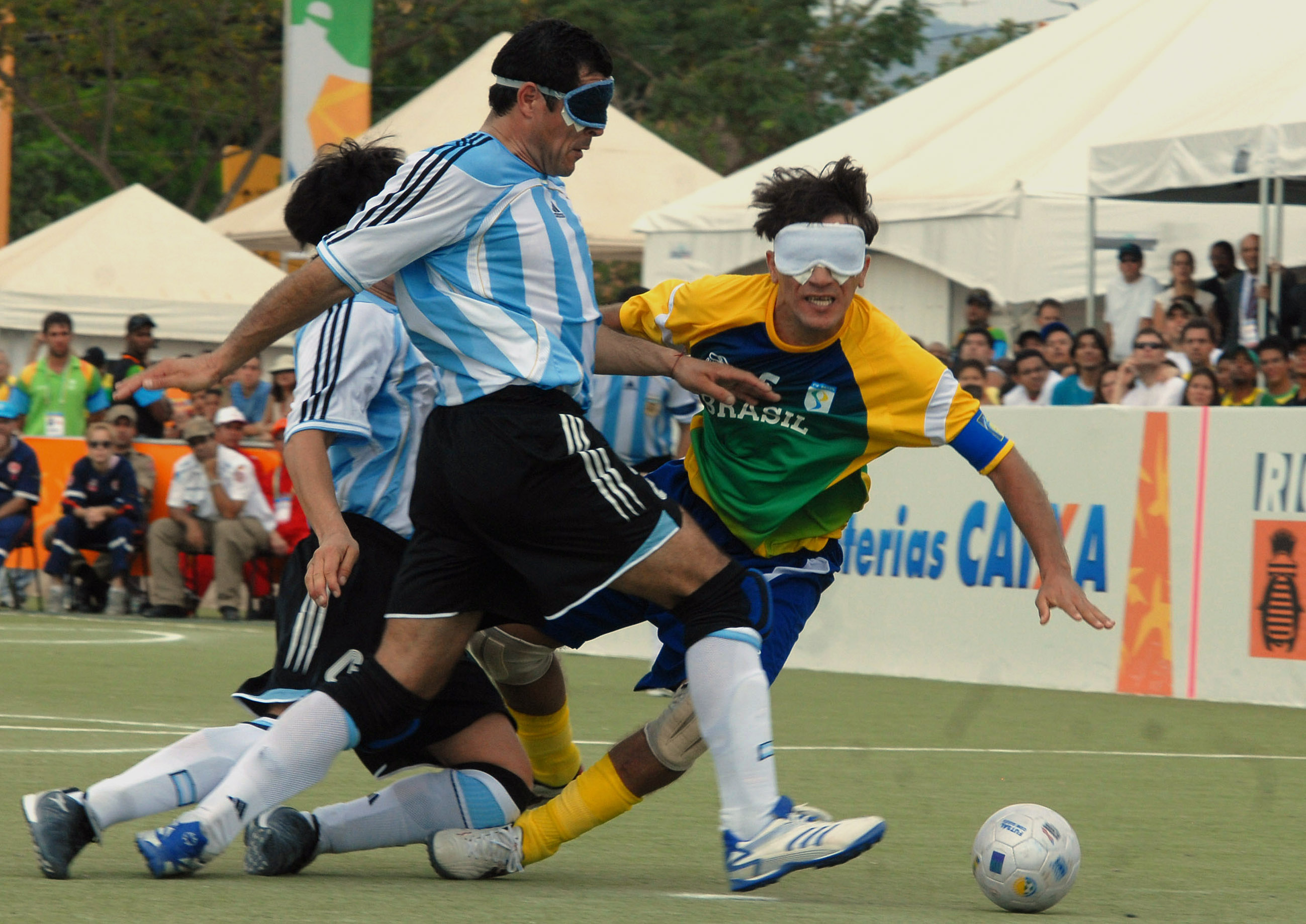
Матч Бразилия — Аргентина в формате 5×5 в рамках пара-Панамериканских игр

Футбол для незрячих — разновидность большого футбола, в который играют люди, не имеющие зрения.

## История
Первый чемпионат мира среди незрячих прошёл в 1986 году в Испании. В 2004 году футбол для незрячих включен в программу Паралимпийских игр-2004. Победили по пенальти бразильцы — 3:2. На Играх-2008 также первенствовали бразильцы.
В России первые игры по футболу для незрячих прошли в 2004 году в рамках Кубка Президента РФ.

## Правила игры
- Поле и ворота. Размеры поля — 40 на 20 метров. Оно окружено бортиками высотой 1,3 метра. Размеры ворот — 3 метра в ширину и 2 в высоту.
- Мяч. Мяч в футболе для незрячих тяжелее «обычного мяча». Чтобы не травмировать игроков, при вращении или ударе, он издаёт звук.
- Игроки и замены. Количество полевых игроков — 4, Вратарь — единственный в команде, кто должен видеть лучше остальных. Вратарь руководит атаками своих партнеров, командует, куда нужно отдать пас. Но он не может бить по чужим воротам и выходить из штрафной площадки.

Количество замен в футболе для незрячих неограниченно, но на скамейке запасных могут находиться лишь 5 игроков.
- Арбитры. Арбитр помогает игрокам ориентироваться в пространстве.
- Пенальти. Пробивается с 6 метров. Четвёртый и последующий фолы караются дабл-пенальти — ударом с 8 метров.
- Продолжительность игры. Игра состоит из двух таймов по 25 минут.

## Прочее
- Все участники игры, кроме тренера и вратаря, лишены права говорить, чтобы игроки слышали указания вратаря и звуки, которые издаёт мяч.
- На глазах у игроков непросвечивающие очки, чтобы те, кто различает свет, были на равных с теми, кто живёт в постоянной тьме
- При атаке одного игрока другой обязан крикнуть: «Вой!» (с исп. — «иду»)